# István Lichteneckert
István Lichteneckert   (Subotica, 17 d'agost de 1892 - Budapest, 10 de novembre de 1929) va ser un tirador d'esgrima hongarès, especialista en floret, que va competir durant la dècada de 1920.
El 1924 va prendre part en els Jocs Olímpics de París, on guanyà la medalla de bronze en la competició de floret per equips del programa d'esgrima.